# 李東華 (歷史學者)
李東華（1951年3月17日—2010年7月22日），台湾历史学者，生於台灣台東縣，籍貫河南省嵩县。

## 生平
李东华1972年毕业于政治大学历史学系，後考入台湾大学歷史學研究所，1974年獲歷史學碩士學位、1981年获历史学博士学位，留校任教。其后，李东华又先后前往美国普林斯顿大学和荷兰莱顿大学进修。1999年出任台湾大学文学院院长三年，次年又出任中国历史学会理事长。2007年转就职於辅仁大学，2010年7月22日因急性腎衰竭過世，享年59歲。

## 著作
- 《方豪先生年譜》2001，臺北：國史館。
- 《羅宗洛校長與臺大相關史料集》（編校） 2007，臺北：臺大出版中心。（與楊宗霖合編）。
- 《二十年來臺灣中國史研究趨勢之我見》2002，《中國歷史學會會訊》70/71，22～24。
- 《臺大的開放校風與人文精神》2003，《文訊》208，37～41。
- 《他這樣作臺大校長——臺大首任校長羅宗洛的抱負與風骨》2006.9.24，《中國時報．時報科學與人文》。
- 《平淡無奇的教育實踐者－－錢思亮》2007，《臺灣教育家列傳》，臺北：教育資料館。